# Alsbachit
Ein Alsbachit ist ein porphyrisches Ganggestein, das in einer feinkörnigen Quarz-Feldpat-Glimmer Grundmasse auffällige Phänokristalle aus Quarz, Feldspat und Granat enthalten kann. Der Name ist ein Lokalbegriff. Er wurde von Chelius (1892) definiert und leitet sich vom Ort Alsbach im Odenwald ab. 
Der Begriff ist veraltet, heute würde man Alsbachite als Granodioritporphyre bzw. Granodioritporphyrite ansprechen.